# Dalrympelea sphaerocarpa
Dalrympelea sphaerocarpa är en pimpernötsväxtart som först beskrevs av Justus Carl Hasskarl, och fick sitt nu gällande namn av Nor-ezzaw.. Dalrympelea sphaerocarpa ingår i släktet Dalrympelea, och familjen pimpernötsväxter. Utöver nominatformen finns också underarten D. s. microcerotis.